# Ambasada Germaniei în Republica Moldova
Ambasada Germaniei la Chișinău este misiunea diplomatică a Republicii Federale Germania în Republica Moldova. Sediul ambasadei se află la Chișinău. Republica Moldova și Republica Federală Germania întrețin relații diplomatice din 30 aprilie 1992.

## Ambasadori
- Irene Kohlhaas (1996–2000)[2]
- Michael Zickerick (2000–2004)[3]
- Wolfgang Lerke (2004–2007)[4]
- Nikolaus von der Wenge Graf Lambsdorff (2007–2010)[5]
- Berthold Johannes (2010–2012)[6]
- Matthias Meyer (2012–2014)[7]
- Ulrike Maria Knotz (2014–2017)[8]
- Julia Monar (2017–2018)[9]
- Angela Ganninger (2018–2022)[10]
- Margret Uebber (din 2022)[11]